# Gillian Lynne
Dame Gillian Barbara Lynne, DBE (Bromley, 20 de fevereiro de 1926 – Londres 1 de julho de 2018) foi uma bailarina, dançarina, coreógrafa, atriz de teatro e apresentadora de televisão britânica. 

## Carreira
Conhecida por seu teatro popular de coreografias associadas a dois da maior mostra na história da Broadway, Cats e O Fantasma da Ópera.
Morreu em 1 de julho de 2018, aos 92 anos, em Londres.